# Мауро Арамбаррі
Мауро Арамбаррі (ісп. Mauro Arambarri; нар. 30 вересня 1995, Сальто) — уругвайський футболіст, півзахисник іспанського клубу «Хетафе» і національної збірної Уругваю.

## Клубна кар'єра
У дорослому футболі дебютував 2013 року виступами за команду «Дефенсор Спортінг», в якій провів три сезони, взявши участь у 44 матчах чемпіонату.
Протягом 2016—2017 років захищав кольори клубу «Бордо».
9 серпня 2017 року перейшов на умовах оренди до «Хетафе». Влітку наступного року іспанський клуб скористався опцією викупу контракту гравця.

## Виступи за збірні
2015 року залучався до складу молодіжної збірної Уругваю. На молодіжному рівні зіграв у 18 офіційних матчах, забив 3 голи. Був учасником тогорічної молодіжної футбольної першості.
У жовтні 2020 року дебютував в офіційних матчах у складі національної збірної Уругваю.
| Дата       | Місто | Господарі | Результат | Гості   | Турнір            | Голи | Примітки |
| ---------- | ----- | --------- | --------- | ------- | ----------------- | ---- | -------- |
| 13-10-2020 | Кіто  | Еквадор   | 4 – 2     | Уругвай | Відбір до ЧС 2022 | -    | 89'      |
| Усього     |       | Матчів    | 1         |         | Голів             | 0    |          |